# Izzy Sparks
Izzy Sparks (17 de febrero de 1969, Nueva York, Estados Unidos) es un personaje ficticio de la serie de juegos musicales Guitar Hero. Su primera aparición fue junto a Grim Ripper como uno de los dos personajes desbloqueables en la primera entrega de esta saga, y después ha aparecido como uno de los personajes iniciales en cada juego de la saga.

## Descripción
Izzy Sparks es un personaje excéntrico cuya característica principal es el pelo largo y rubio que posee, esto acompañado siempre de un excéntrico traje y marcas en su cuerpo como pintura o tatuajes. Izzy Sparks está completamente loco con la guitarra, se la pasa haciendo saltos piruetas y movimientos al tocar, además de ser perfecto en los solos. Se cree que está inspirado en Vince Neil, Jon Bon Jovi, Bret Michaels, Duff McKagan o Eddie Van Halen

## Estilos
Izzy Sparks va cambiando más que otros personajes a lo largo del juego desde el Guitar Hero hasta el Guitar Hero Metallica, aunque su estilo principal es de la edición "Guitar Hero Encore: Rocks the 80s".

### En Guitar Hero
Izzy es el personaje más excéntrico de este juego como lo han dicho sus creadores. En esta edición Izzy llevaba pelo rubio y largo, unas manchas en la cara de color rojo y un traje totalmente extraño que agrupaba sortijas, correas, tirantes y una pierna de una armadura en su pierna izquierda. Claro, y siempre iba bien acompañado con su guitarra favorita: una Gibson Explorer blanca con rayas rojas. Desbloqueable.

### En Guitar Hero 2
Aquí aparece seleccionable desde el principio. Izzy posee 2 trajes, el traje de la anterior entrega y uno un poco más "normal", este traje venía con un gran sombrero al estilo Slash y un chaleco negro pequeño con sus pantalones excéntricos.

### En Rocks the 80s
Aquí solo tiene un traje. Este es al estilo hard rock de los 80 con jeans, una sudadera y un paño en la cabeza.

### En Guitar Hero 3
En este juego Izzy parece haberse vuelto un poco más cuerdo, al menos en sus movimientos porque su traje sigue siendo un desastre. En esta entrega tiene 2 trajes llamados "The Rockstar" y uno desbloqueable llamado "The Peacock", cada traje viene con diferentes skins o colores que también son desbloqueables.

### En Guitar Hero World Tour
En Guitar Hero World Tour, se confirmó también la llegada de Izzy. Además Izzy sigue siendo "Hard Rock" pero no sus movimientos, ya que todos los personajes se mueven de la misma forma excepto los famosos. En esta versión Izzy está vestido casi como en Guitar Hero III: Legends of Rock.

### En Guitar Hero Metallica
Izzy por defecto tiene un aspecto similar al de Guitar Hero World Tour, salvo que ahora usa un chaleco negro con un pantalón negro y zapatillas blancas. Como muchos otros personajes de la serie, este cambio es para hacer que se vea más al estilo Metal.
- Datos: Q9010275